# 吉崎綾
吉崎 綾（よしざき あや、1996年（平成8年）6月3日 - ）は、福岡県出身の日本のモデル・タレント・女性アイドルである。芸能事務所TRUSTARに所属。ラストアイドル（LaLuce）の元メンバーである。
主に地元のテレビ番組やCM等に出演している他、〝福岡の奇跡〟というキャッチコピーの下、『週刊ヤングジャンプ』（集英社）にて初登場ながら表紙・巻頭・巻末とすべてに掲載された。

## 略歴
日本人の父親と、フィリピン人とスペイン人のハーフである母親の元、日本で生まれる。福岡市立春吉小学校卒業。
15歳の時に福岡市の天神でカットモデルとしてスカウトされ、デビュー。モデルとしては、2012年に写真家・古谷完の写真集『晴れのちツインテール キュンの導火線』に登場。当時は福岡から上京し活動を行っていた。その後、キュールエンターテインメントにて活動を再開する。
2016年1月に愛媛県を中心に放送されていた高田引越センター（運送業会社）のCMに出演。同CMは、吉崎が着ているシャツを恥じらいながら脱ぎ捨てヌードとなる寸前で、それを隠すように配送員が現れるというセクシーな内容が話題を呼び、YouTube上で再生回数200万回を突破した。これがきっかけとなり、2016年5月に漫画誌週刊ヤングジャンプのグラビアページに登場。同誌では「福岡の奇跡」というキャッチコピーの下、初登場ながら表紙、巻頭、巻末の全てに掲載される異例の抜擢を受けた。加えて同誌初となる、初登場・初表紙・初水着・初巻頭・初巻末ぶち抜きの五冠を達成した。
2016年8月には、第3回福岡マラソンの公式大会サポーターに、事務所の同輩であるタレントの藤田可菜、津山愛理らと共に就任した。
2016年12月、「243」こと女優の都志見久美子と鶴久政治プロデュースの音楽ユニット「243と吉崎綾」を結成。
2017年8月13日（12日深夜）放送開始した「ラストアイドル」（テレビ朝日）の暫定メンバーとして応募総数4932人の中から選ばれ、2度の対決に勝利、2017年12月17日（16日深夜）放送で正式メンバーに決まった。
2018年4月1日の「ラストアイドル」の放送で所属ユニット名が「ラストアイドル」から「LaLuce」に変更になることが発表される。
2018年4月18日、コンサート「ラストアイドルファミリー2ndシングル発売記念コンサート in Zepp DiverCity」で、「LaLuce」からの卒業を発表。
2018年6月末、「ラストアイドルファミリー」および「LaLuce」としての活動を終了。
2021年3月、TRUSTARに所属。

## 人物
- 幼少期をフィリピンで過ごしており、小学校へは日本に帰国した時に入学している[2]。
- 愛犬はチワワの「BOSS」[17]。
- 好きな食べ物はナス料理で、嫌いなものは抹茶[2]。
- 趣味はDVD鑑賞。特技は親指がやわらかいこととヤギの鳴き真似。また、本人は特技としていないものの、料理は得意である[注釈 1][4]。
- 得意料理は肉じゃが、ナスの素揚げ、味噌汁など。本人曰く、料理は家にあるものや余っているもので作るとのこと[4]。
- 好きな言葉は「根性」[2]。
- 好きな男性のタイプは、優しい人[4]。
- 尊敬する人物は、俳優の藤原竜也[2]。
- 将来の目標は女優。夢は映画に出演すること[2][4]。
- 体型維持のため、ジムでのパーソナルトレーニングに加え、徒歩1時間以内で移動できる場所へは歩く、愛犬との散歩に2時間以上を費やすといったことを行っている[2]。
- 自身のキャッチコピーを「小さな巨人」とし、その理由として「体は小さいけど、気持ちでは絶対負けないから」としている[2]。
- 同じ事務所の武田玲奈を「1歳年下なのにお姉さんみたい」と語り、休みの日はサウナに食事、映画を見る仲[18][19]。

### エピソード
- それぞれ5歳離れた姉と妹がいて、8歳下の弟との4人姉弟[20][21][18]。父母と家族6人、2DKの住まいで育つ[18]。
  - 「（母親の）給料日に食べられる、ほっともっとの唐揚げがご馳走」で、「（父親の）ボーナスで年に1回だけ」行ける焼き肉が「最大の楽しみ」だったと語る。「食べられる草を」拾い、海釣りで魚を捌いて「生きる力を」身につけた。また安く購入した桃水を4年間「ひたすら飲んで」生き長らえたという[18]。
  - 家が貧乏だと気付いたのは10代の後半で、「イジメられていたことすら」持ち前の明るさと鈍感さで気付かず、母親から受けた愛の深さで辛くは感じなかったと振り返る[18]。
- 小学校に入学していた当初は、日本語や勉強の面で苦労していた。また、人見知りで基本的にしゃべるのが苦手だったため、学校では全然モテなかったという[4]。
- カットモデルとしてデビューした頃は、ほとんど仕事をしていなかった[4]。
- 人気が出るきっかけとなった高田引越センターのCMでは、肌色のニップレスを付けて撮影に臨んでいたが、撮影終了後、ニップレスが透けていたことに気づいて驚いたとインタビューで語っている。また、この仕事は吉崎が初めてオーディションで受かった仕事だった[4][22]。

## 作品

### シングル
243と吉崎綾
- 恋のロマンス（2017年2月22日、BOLSTAR MUSIC）
- 青春のダイアリー（2017年7月12日、BOLSTAR MUSIC）

## 出演

### テレビ
- ドォーモ（2014年12月、九州朝日放送）
- クロ女子白書（2015年4月 - 2016年3月、FBS福岡放送）- 仮面の女役
- ジモト動画アカデミー（2016年5月、TBSテレビ）
- 今田・徳井がガチ婚活!? 九州美女探しツアー（2016年8月、FBS福岡放送）
- ラストアイドル（2017年8月12日 - 2018年3月11日、テレビ朝日）
- 踊る!さんま御殿!!（2017年9月19日、日本テレビ）
- アウト×デラックス（2018年8月9日、フジテレビ）
- 所さんの学校では教えてくれないそこんトコロ!（2018年11月16日、テレビ東京） - レポーター
- 怪談のシーハナ聞かせてよ。 第参章（2021年10月21日 - 、エンタメーテレ） - 番組アシスタント[23]

### ラジオ
- ミュ〜コミ+プラス（2017年12月７日、12月14日）

### ドラマ
- 咲-Saki-（2016年12月 - 、MBS・TBS系）、特別編（2017年1月、MBS・TBS） - 吉留未春 役[24][25][26]

### 映画
- 咲-Saki-（2017年2月3日、プレシディオ） - 吉留未春 役
- 天使じゃないッ！（2018年4月14日、日本出版販売） - 愛美 役（主演）[27]
- 天使じゃないッ！2（2018年4月15日、日本出版販売） - 愛美 役（主演）[28]
- ザ・ファブル（2019年6月21日、松竹） - 女将 役
- 青春カレイドスコープ（2019年8月24日、らんくう） - 雲井祥子 役

### CM
- NTTドコモ九州支社「U25応援計画」25歳以下はおトク！「声」篇（2014年12月 - 2015年3月）
- イムズ「ズルイぜ、イムズ。2015セール」篇（2015年1月）
- たかだ引越センター
  - 「グラビア」篇（2016年1月4日 - 2017年1月3日）
  - 「こまったカモ 電球」篇（2017年10月 - ）[29]
- 株式会社リファレンス「ス〜/入居希望者」篇（2016年1月15日 - 2016年4月15日）
- ベリッシマ美容クリニック「社会実験 ”すみませんお金ください” Price of beauty」篇（2016年1月 - 2016年12月）
- 淡路ファームパーク「イングランドの丘」15周年記念CM9篇（2016年4月 - 2017年3月）
- 株式会社ブライダルなび「ブラなび＋ ”費用アドバイス”」篇（2016年4月 - 2017年3月）
- JAバンク宮崎「オーディション」編、「カミングアウト」編、「店舗数」編、「コンビニATM」編（2017年12月 - ）
- 賃貸プロデュース「ミラクる」（2018年1月 - ）
- 21世紀グループ パチンコ＆スロット CORE21 (2018年) - 熊本限定CM
- メルカリ「スッキリシュッピーン!」篇 (2020年2月 -)[30]

### 舞台
- こげた畳とゆれた尻（2016年12月） - 七海 役[31]

### ウェブ
- ロリポップチェーンソー×日本ツインテール協会 コラボレーションプロジェクト[32]
- 香港Now TV 「趁熱愛〜summer time〜」（2015年8月）
- IDEE Store楽天市場店 水着モデル（2015年9月）[33]
- 育成型タレント、綾！お力添えお待ちしてます（2021年6月17日 - 、ニコニコチャンネル）[34][35]

### ミュージックビデオ
- 243「SWEET MEMORIES」[36][37][38]

### プロモーション
- 熊本県 くまもとふろモーション課公式PRソング「お風呂で歌えば」PV （歌:つじあやの）
- 「AYA'SSANPO」（2016年5月、自主制作）
- 一般社団法人日中経済貿易センター「AFFアジアファッションフェア 名古屋・東京2016」PRムービー（2016年6月 - 2016年9月）

### イベント・その他
- ハイパーミーティングinオートポリス - 「デイトナレーシング」レースクイーン（2014年9月）[39][40]
- UR都市機構九州支社・博多丸井 - コラボモデルルーム カスタマイズレポーター（2016年7月）[41][42][43][44]
- 福岡マラソン2016 - 公式大会サポーター（2016年8月）

## 書籍

### 雑誌
- 晴れのちツインテール キュンの導火線（2012年10月、飛鳥新社）撮影：古谷完
- REV SPEED（三栄書房）2014年12月号 [45][46]
- 進研ゼミ高校講座「高1My Vision」2015年3月号（ベネッセコーポレーション、スチル）
- シティ情報福岡別冊「FUKUOKA NEW LIFE MAGAZINE 2016」（2016年3月創刊、中面）
- [OFFLINE] vol.37（2016年3月31日創刊、表紙・中面。AFRO FUKUOKA）
- 週刊ヤングジャンプ（集英社）No.26（2016年05月26日発売、表紙・巻頭・巻末グラビア、撮影：桑島智輝）
- CIRCUS MAX（KKベストセラーズ）2016年8月号（2016年7月10日発売、企画「今夏ブレイク必至 この美女が来る!!」）
- 週刊プレイボーイ（集英社）No.31（2016年7月16日発売、巻頭グラビア、撮影：岡本武志）[47]
- Em THE 2ND（2016年7月31日発売、エス・ピー・シー）[48]
- 週プレ グラビアスペシャル増刊SUMMER2016（2016年8月12日発売、集英社）
- 週刊SPA！ 9 / 21・28合併号（2021年9月14日、扶桑社） - 橋爪駿輝書き下ろし 妄想デート「このあと、どうする？」[49][50]
- 週刊プレイボーイ（集英社）No.46（2021年11月1日発売、グラビア）[18][51]

### 写真集
- あやちゃん（2018年1月20日、撮影：井ノ元浩二、ワニブックス）ISBN 978-4-8470-4989-7[52]
- 写真集「旬撮GIRL Vol.10」（2022年2月14日、撮影：桑島智輝、扶桑社）ISBN 978-4594618339 -『週刊SPA！』妄想撮シリーズ「このあと、どうする？」を収録[53]

### デジタル写真集
- “福岡の奇跡”再び（2021年11月1日、撮影：前康輔、集英社）週プレ PHOTO BOOK[54][55]
- SPA!デジタル写真集「同窓会の帰りに…」（2022年5月13日、撮影：桑島智輝、扶桑社）[56]